# فاميلة جنب الحيط
فاميلة جنب الحيط هو فيلم تلفزيوني مغربي من إخراج هشام العسري سنة 2010، و بطولة كل من محمد خيي، نادية النيازي، كوثر معطاوي، ياسين سكال، طارق البخاري، وآخرون.

## القصة
يحكي الفيلم عن «داوود» الموظف البسيط الذي يتوفر على سيارة قديمة، ولأول مرة سيحل بالدار البيضاء مارّا بها، لتضيع منه سيارته ويتيه كل أفراد أسرته (الزوجة، البنت، الولد)، ويعيش كل واحد محنته الخاصة بحثا عن الأب الذي ذهب ليقتني قنينة ماء ولم يعد، إلى أن يلتقي الجميع لدى الشرطة.